# Конный спорт на Азиатских играх
Соревнования по конному спорту проводятся на летних Азиатских играх начиная с 1982 года (кроме Игр 1990 года).

## Виды соревнований
|                                   | 1982 | 1986 | 1994 | 1998 | 2002 | 2006 | 2010 | 2014 | 2018 | 2022 | Годы |
| --------------------------------- | ---- | ---- | ---- | ---- | ---- | ---- | ---- | ---- | ---- | ---- | ---- |
| Выездка                           |      | X    | X    | X    | X    | X    | X    | X    | X    | X    | 9    |
| Выездка среди команд              |      | X    | X    | X    | X    | X    | X    | X    | X    | X    | 9    |
| Дистанционный пробег              |      |      |      |      |      | X    |      |      |      |      | 1    |
| Дистанционный пробег среди команд |      |      |      |      |      | X    |      |      |      |      | 1    |
| Троеборье                         | X    | X    |      | X    | X    | X    | X    | X    | X    | X    | 9    |
| Троеборье среди команд            | X    | X    |      | X    | X    | X    | X    | X    | X    | X    | 9    |
| Конкур                            | X    | X    | X    | X    | X    | X    | X    | X    | X    | X    | 10   |
| Конкур среди команд               |      | X    | X    | X    | X    | X    | X    | X    | X    | X    | 9    |
| Тентпеггинг                       | X    |      |      |      |      |      |      |      |      |      | 1    |
|                                   |      |      |      |      |      |      |      |      |      |      |      |
| Всего                             | 4    | 6    | 4    | 6    | 6    | 8    | 6    | 6    | 6    | 6    |      |

## Призёры соревнований

### Выездка, индивидуальный зачёт
| Год  | Золото                              | Серебро                           | Бронза                            |
| ---- | ----------------------------------- | --------------------------------- | --------------------------------- |
| 1986 | Республика Корея · Suh Jung-kyun    | Япония · Хироси Хокэцу            | Республика Корея · Shin Chang-moo |
| 1994 | Япония · Mieko Yagi                 | Япония · Yoshitaka Serimachi      | Республика Корея · Shin Chang-moo |
| 1998 | Республика Корея · Suh Jung-kyun    | Республика Корея · Shin Chang-moo | Япония · Toshihide Takechi        |
| 2002 | Республика Корея · Choi Jun-sang    | Республика Корея · Suh Jung-kyun  | Япония · Naoki Hitomi             |
| 2006 | Республика Корея · Choi Jun-sang    | Япония · Yukiko Noge              | Малайзия · Qabil Ambak            |
| 2010 | Республика Корея · Hwang Young-shik | Малайзия · Quzandria Nur          | Малайзия · Qabil Ambak            |
| 2014 | Республика Корея · Hwang Young-shik | Республика Корея · Kim Dong-seon  | Индонезия · Larasati Gading       |
| 2018 | Гонконг · Jacqueline Siu            | Малайзия · Qabil Ambak            | Республика Корея · Kim Hyeok      |

### Выездка, командный зачёт
| Год  | Золото           | Серебро          | Бронза           |
| ---- | ---------------- | ---------------- | ---------------- |
| 1986 | Республика Корея | Япония           | Индия            |
| 1994 | Япония           | Республика Корея | Китайский Тайбэй |
| 1998 | Республика Корея | Малайзия         | Таиланд          |
| 2002 | Республика Корея | Япония           | Китай            |
| 2006 | Республика Корея | Малайзия         | Япония           |
| 2010 | Республика Корея | Китай            | Малайзия         |
| 2014 | Республика Корея | Япония           | Китайский Тайбэй |
| 2018 | Япония           | Республика Корея | Таиланд          |

### Дистанционный пробег, индивидуальный зачёт
| Год  | Золото                 | Серебро                    | Бронза                   |
| ---- | ---------------------- | -------------------------- | ------------------------ |
| 2006 | ОАЭ · Рашид Аль Мактум | Бруней · Nasser Al-Khalifa | ОАЭ · Sultan Bin Sulayem |

### Дистанционный пробег, командный зачёт
| Год  | Золото | Серебро | Бронза |
| ---- | ------ | ------- | ------ |
| 2006 | ОАЭ    | Бруней  | Катар  |

### Троеборье, индивидуальный зачёт
| Год  | Золото                           | Серебро                            | Бронза                          |
| ---- | -------------------------------- | ---------------------------------- | ------------------------------- |
| 1982 | Индия · Raghubir Singh           | Индия · Ghulam Mohammed Khan       | Индия · Prahlad Singh           |
| 1986 | KOR\|1986 Asian Games}}          | JPN\|1986 Asian Games}}            | Япония · Kojiro Goto            |
| 1998 | Япония · Ikko Murakami           | Таиланд · Nagone Kamolsiri         | Шаблон:RHA Kiatnarong Klongkarn |
| 2002 | Таиланд · Pongsiree Bunluewong   | Республика Корея · Cheon Sang-yong | Япония · Daisuke Kato           |
| 2006 | Япония · Yoshiaki Oiwa           | Катар · Abdulla Al-Ejail           | Малайзия · Husref Malek         |
| 2010 | Япония · Kenki Sato              | Республика Корея · Cheon Jai-sik   | Япония · Yoshiaki Oiwa          |
| 2014 | Республика Корея · Song Sang-wuk | Китай · Hua Tian                   | Республика Корея · Bang Si-re   |
| 2018 | Япония · Yoshiaki Oiwa           | Индия · Fouaad Mirza               | Китай · Hua Tian                |

### Троеборье, командный зачёт
| Год  | Золото           | Серебро          | Бронза    |
| ---- | ---------------- | ---------------- | --------- |
| 1982 | Индия            | Япония           | Филиппины |
| 1986 | Япония           | Республика Корея | Индия     |
| 1998 | Таиланд          | Япония           | Индия     |
| 2002 | Япония           | Республика Корея | Индия     |
| 2006 | Катар            | Япония           | Индия     |
| 2010 | Япония           | Таиланд          | Чили      |
| 2014 | Республика Корея | Япония           | Гонконг   |
| 2018 | Япония           | Индия            | Таиланд   |

### Конкур, индивидуальный зачёт
| Год  | Золото                                    | Серебро                          | Бронза                               |
| ---- | ----------------------------------------- | -------------------------------- | ------------------------------------ |
| 1982 | Кувейт · Nadia Al-Mutawa                  | Кувейт · Jamila Al-Mutawa        | Кувейт · Bariaa Al-Sabbah            |
| 1986 | Япония · Takashi Tomura                   | Япония · Shuichi Toki            | Япония · Ryuzo Okuno                 |
| 1994 | Япония · Konoshin Kuwahara                | Япония · Ryuzo Okuno             | Таиланд · Natya Chantrasmi           |
| 1998 | Япония · Jin Kanno                        | Республика Корея · Sohn Bong-gak | Малайзия · Quzier Ambak              |
| 2002 | Филиппины · Mikee Cojuangco-Jaworski      | Республика Корея · Lee Jin-kyung | Япония · Tadayoshi Hayashi           |
| 2006 | Катар · Ali Al-Rumaihi                    | Китайский Тайбэй Jasmine Chen    | Республика Корея · Joo Jung-hyun     |
| 2010 | Саудовская Аравия · Рамзи Аль-Духами      | ОАЭ · Латифа Аль Мактум          | Саудовская Аравия · Халед аль-Эйд    |
| 2014 | Саудовская Аравия · Abdullah Al-Sharbatly | Япония · Satoshi Hirao           | Япония · Taizo Sugitani              |
| 2018 | Кувейт · Ali Al-Khorafi                   | Катар · Ali Al-Thani             | Саудовская Аравия · Рамзи Аль-Духами |

### Конкур, командный зачёт
| Год  | Золото            | Серебро           | Бронза           |
| ---- | ----------------- | ----------------- | ---------------- |
| 1986 | Япония            | Кувейт            | Республика Корея |
| 1994 | Япония            | Китайский Тайбэй  | Иран             |
| 1998 | Япония            | Республика Корея  | Кувейт           |
| 2002 | Япония            | Филиппины         | Малайзия         |
| 2006 | Саудовская Аравия | Республика Корея  | ОАЭ              |
| 2010 | Саудовская Аравия | ОАЭ               | Гонконг          |
| 2014 | Катар             | Саудовская Аравия | Япония           |
| 2018 | Саудовская Аравия | Япония            | Катар            |

### Тентпеггинг, индивидуальный зачёт
| Год  | Золото                      | Серебро               | Бронза                  |
| ---- | --------------------------- | --------------------- | ----------------------- |
| 1982 | Индия · Rupinder Singh Brar | Пакистан · Fateh Khan | Ирак · Mukallaf Aheimar |

## Медальный зачёт
суммарно медали для страны во всех видах соревнований
| Место           | Страна               | Золото | Серебро | Бронза | Всего |
| --------------- | -------------------- | ------ | ------- | ------ | ----- |
| 1               | Япония               | 18     | 15      | 10     | 43    |
| 2               | Республика Корея     | 15     | 13      | 6      | 34    |
| 3               | Саудовская Аравия    | 5      | 1       | 2      | 8     |
| 4               | Индия                | 3      | 3       | 6      | 12    |
| 5               | Катар                | 3      | 2       | 2      | 7     |
| 6               | Таиланд              | 2      | 2       | 5      | 9     |
| 7               | Кувейт               | 2      | 2       | 2      | 6     |
| 7               | ОАЭ                  | 2      | 2       | 2      | 6     |
| 9               | Филиппины            | 1      | 1       | 1      | 3     |
| 10              | Гонконг              | 1      | 0       | 2      | 3     |
| 11              | Малайзия             | 0      | 4       | 6      | 10    |
| 12              | Китай                | 0      | 2       | 3      | 5     |
| 13              | Китайская Республика | 0      | 2       | 2      | 4     |
| 14              | Бруней               | 0      | 2       | 0      | 2     |
| 15              | Пакистан             | 0      | 1       | 0      | 1     |
| 16              | Индонезия            | 0      | 0       | 1      | 1     |
| 16              | Ирак                 | 0      | 0       | 1      | 1     |
| 16              | Иран                 | 0      | 0       | 1      | 1     |
| Всего стран: 18 | Всего стран: 18      | 52     | 52      | 52     | 156   |